# Nigidius phaedimothorax
Nigidius phaedimothorax es una especie de coleóptero de la familia Lucanidae.

## Distribución geográfica
Habita en Tanzania.